# Boos (Baviera)
Boos é um município da Alemanha, situado no distrito da Baixa Algóvia, no estado da Baviera. Tem 17,67 km² de área, e sua população em 2019 foi estimada em 2 014 habitantes.